# Opopaea deserticola
Opopaea deserticola là một loài nhện trong họ Oonopidae.
Loài này thuộc chi Opopaea. Opopaea deserticola được Eugène Simon miêu tả năm 1891.